# Canneto sull’Oglio
Canneto sull’Oglio – miejscowość i gmina we Włoszech, w regionie Lombardia, w prowincji Mantua.
Według danych na 30 kwietnia 2017 gminę zamieszkiwało 4 418 osób; 170,78 os./km².
W miejscowości Canneto sull’Oglio znajduje się restauracja Dal Pescatore (prowadzona przez szefa kuchni Nadię Santini) oznaczona w 1996 trzema gwiazdkami w przewodniku Michelin.